# Анадырский уезд
Анадырский уезд (округ) — административно-территориальная единица Российской империи и РСФСР с центром в Ново-Мариинске, существовавшая в 1888—1926 годах.
Анадырский округ был образован 9 июля 1888 года в составе Приморской области путём выделения части территории Гижигинского округа. Центром округа первоначально было село Марково, но уже в 1889 году он был перенесён в новопостроенный Ново-Мариинский пост.
По данным переписи 1897 года в округе проживало 12 084 человека, в том числе чукчи — 79,4 %, эскимосы — 9,1 %, тунгусо-маньчжурские народы — 5,0 %, чуванцы — 4,0 %, коряки — 1,4 %, русские — 1,1 %.
17 июня 1909 года Анадырский уезд вошёл в состав Камчатской области. При этом на части его территории был образован новый Чукотский уезд. 10 ноября 1922 года Камчатская область была преобразована в Камчатскую губернию.
4 января 1926 года при ликвидации Камчатской губернии Анадырский уезд был упразднён, а его территория преобразована в Анадырский район Камчатского округа Дальневосточного края.